# Gobelängull
Gobelängull är en stark, högglansig, elastisk och lockig ull från lantrasfår. Den känns lite styvare att arbeta med och packas inte in lika lätt i väven, men ger en särskild glans åt gobelänger, väggbonader och flamskvävnader osv.
Den används sällan till plädar och sjalar som ska ruggas.